# Rajniv, Brodî
Rajniv (în ucraineană Ражнів) este localitatea de reședință a comunei Rajniv din raionul Brodî, regiunea Liov, Ucraina.

## Demografie
Componența lingvistică a localității Rajniv
     Ucraineană (99,71%)
     Alte limbi (0,29%)
Conform recensământului din 2001, majoritatea populației localității Rajniv era vorbitoare de ucraineană (99,71%), existând în minoritate și vorbitori de alte limbi.